# Lee Kang-jo
Lee Kang-jo ((이강조?, 李康助?); 27 ottobre 1954) è un ex calciatore sudcoreano, di ruolo centrocampista.

## Statistiche

### Cronologia presenze e reti in Nazionale
| Cronologia completa delle presenze e delle reti in nazionale ― Corea del Sud | Cronologia completa delle presenze e delle reti in nazionale ― Corea del Sud | Cronologia completa delle presenze e delle reti in nazionale ― Corea del Sud | Cronologia completa delle presenze e delle reti in nazionale ― Corea del Sud | Cronologia completa delle presenze e delle reti in nazionale ― Corea del Sud | Cronologia completa delle presenze e delle reti in nazionale ― Corea del Sud | Cronologia completa delle presenze e delle reti in nazionale ― Corea del Sud | Cronologia completa delle presenze e delle reti in nazionale ― Corea del Sud |
| Data                                                                         | Città                                                                        | In casa                                                                      | Risultato                                                                    | Ospiti                                                                       | Competizione                                                                 | Reti                                                                         | Note                                                                         |
| ---------------------------------------------------------------------------- | ---------------------------------------------------------------------------- | ---------------------------------------------------------------------------- | ---------------------------------------------------------------------------- | ---------------------------------------------------------------------------- | ---------------------------------------------------------------------------- | ---------------------------------------------------------------------------- | ---------------------------------------------------------------------------- |
| 19-12-1978                                                                   | Bangkok                                                                      | Thailandia                                                                   | 1 – 3                                                                        | Corea del Sud                                                                | Giochi asiatici 1978                                                         | -                                                                            | 45’                                                                          |
| 20-12-1978                                                                   | Bangkok                                                                      | Corea del Nord                                                               | 0 – 0                                                                        | Corea del Sud                                                                | Giochi asiatici 1978                                                         | -                                                                            | 45’                                                                          |
| 27-12-1978                                                                   | Manila                                                                       | Filippine                                                                    | 0 – 5                                                                        | Corea del Sud                                                                | Qual. Coppa d'Asia 1980                                                      | 1                                                                            |                                                                              |
| 4-3-1979                                                                     | Tokyo                                                                        | Giappone                                                                     | 2 – 1                                                                        | Corea del Sud                                                                | Korea-Japan Annual Match                                                     | -                                                                            | 46’                                                                          |
| 25-8-1980                                                                    | Chuncheon                                                                    | Corea del Sud                                                                | 3 – 0                                                                        | Indonesia                                                                    | 1980 President's Cup                                                         | 1                                                                            |                                                                              |
| 27-8-1980                                                                    | Daejeon                                                                      | Corea del Sud                                                                | 4 – 0                                                                        | Thailandia                                                                   | 1980 President's Cup                                                         | -                                                                            | 45’                                                                          |
| 29-8-1980                                                                    | Gwangju                                                                      | Corea del Sud                                                                | 5 – 0                                                                        | Bahrein                                                                      | 1980 President's Cup                                                         | 1                                                                            |                                                                              |
| 2-9-1980                                                                     | Seul                                                                         | Corea del Sud                                                                | 2 – 0                                                                        | Indonesia                                                                    | 1980 President's Cup                                                         | 1                                                                            |                                                                              |
| 16-9-1980                                                                    | Madinat al-Kuwait                                                            | Corea del Sud                                                                | 1 – 1                                                                        | Malaysia                                                                     | Coppa d'Asia 1980 - 1º turno                                                 | -                                                                            |                                                                              |
| 19-9-1980                                                                    | Madinat al-Kuwait                                                            | Qatar                                                                        | 0 – 2                                                                        | Corea del Sud                                                                | Coppa d'Asia 1980 - 1º turno                                                 | -                                                                            |                                                                              |
| 21-9-1980                                                                    | Madinat al-Kuwait                                                            | Kuwait                                                                       | 0 – 3                                                                        | Corea del Sud                                                                | Coppa d'Asia 1980 - 1º turno                                                 | -                                                                            |                                                                              |
| 24-9-1980                                                                    | Madinat al-Kuwait                                                            | Corea del Sud                                                                | 4 – 1                                                                        | Emirati Arabi Uniti                                                          | Coppa d'Asia 1980 - 1º turno                                                 | -                                                                            |                                                                              |
| 28-9-1980                                                                    | Madinat al-Kuwait                                                            | Corea del Sud                                                                | 2 – 1                                                                        | Corea del Nord                                                               | Coppa d'Asia 1980 - Semifinali                                               | -                                                                            |                                                                              |
| 30-9-1980                                                                    | Madinat al-Kuwait                                                            | Kuwait                                                                       | 3 – 0                                                                        | Corea del Sud                                                                | Coppa d'Asia 1980 - Finali                                                   | -                                                                            |                                                                              |
| 11-2-1981                                                                    | Città del Messico                                                            | Messico                                                                      | 4 – 0                                                                        | Corea del Sud                                                                | Amichevole                                                                   | -                                                                            |                                                                              |
| 8-3-1981                                                                     | Tokyo                                                                        | Giappone                                                                     | 0 – 1                                                                        | Corea del Sud                                                                | Korea-Japan Annual Match                                                     | -                                                                            |                                                                              |
| 21-4-1981                                                                    | Madinat al-Kuwait                                                            | Corea del Sud                                                                | 2 – 1                                                                        | Malaysia                                                                     | Qual. Mondiali 1982                                                          | 1                                                                            |                                                                              |
| 24-4-1981                                                                    | Madinat al-Kuwait                                                            | Corea del Sud                                                                | 5 – 1                                                                        | Thailandia                                                                   | Qual. Mondiali 1982                                                          | -                                                                            |                                                                              |
| 29-4-1981                                                                    | Madinat al-Kuwait                                                            | Kuwait                                                                       | 2 – 0                                                                        | Corea del Sud                                                                | Qual. Mondiali 1982                                                          | -                                                                            |                                                                              |
| 17-6-1981                                                                    | Jeonju                                                                       | Corea del Sud                                                                | 2 – 0                                                                        | Malaysia                                                                     | 1981 President's Cup                                                         | -                                                                            |                                                                              |
| 21-6-1981                                                                    | Pusan                                                                        | Corea del Sud                                                                | 2 – 0                                                                        | Giappone                                                                     | 1981 President's Cup                                                         | -                                                                            |                                                                              |
| 20-8-1981                                                                    | Giacarta                                                                     | Indonesia                                                                    | 0 – 1                                                                        | Corea del Sud                                                                | Jakarta Anniversary Tournament                                               | -                                                                            |                                                                              |
| 4-9-1981                                                                     | Kuala Lumpur                                                                 | Corea del Sud                                                                | 2 – 0                                                                        | Singapore                                                                    | Pestabola Merdeka 1981                                                       | -                                                                            |                                                                              |
| 13-9-1981                                                                    | Kuala Lumpur                                                                 | Corea del Sud                                                                | 1 – 1                                                                        | Iraq                                                                         | Pestabola Merdeka 1981                                                       | -                                                                            |                                                                              |
| 16-9-1981                                                                    | Kuala Lumpur                                                                 | Thailandia                                                                   | 1 – 1                                                                        | Corea del Sud                                                                | Pestabola Merdeka 1981                                                       | -                                                                            |                                                                              |
| 18-2-1982                                                                    | Calcutta                                                                     | India                                                                        | 2 – 2                                                                        | Corea del Sud                                                                | 1982 Nehru Cup                                                               | -                                                                            |                                                                              |
| 20-2-1982                                                                    | Calcutta                                                                     | Uruguay                                                                      | 2 – 2                                                                        | Corea del Sud                                                                | 1982 Nehru Cup                                                               | -                                                                            |                                                                              |
| 21-3-1982                                                                    | Seul                                                                         | Corea del Sud                                                                | 3 – 0                                                                        | Giappone                                                                     | Korea-Japan Annual Match                                                     | 1                                                                            |                                                                              |
| 9-5-1982                                                                     | Bangkok                                                                      | Thailandia                                                                   | 0 – 3                                                                        | Corea del Sud                                                                | King's Cup 1982                                                              | -                                                                            |                                                                              |
| 17-5-1982                                                                    | Bangkok                                                                      | Thailandia                                                                   | 0 – 0 dts (4-3 dtr)                                                          | Corea del Sud                                                                | King's Cup 1982                                                              | -                                                                            |                                                                              |
| 7-6-1982                                                                     | Seul                                                                         | Corea del Sud                                                                | 3 – 0                                                                        | Indonesia                                                                    | 1982 President's Cup                                                         | -                                                                            |                                                                              |
| 9-6-1982                                                                     | Pusan                                                                        | Corea del Sud                                                                | 1 – 0                                                                        | India                                                                        | 1982 President's Cup                                                         | -                                                                            |                                                                              |
| 11-6-1982                                                                    | Gwangju                                                                      | Corea del Sud                                                                | 3 – 0                                                                        | Bahrein                                                                      | 1982 President's Cup                                                         | -                                                                            |                                                                              |
| 21-11-1982                                                                   | Nuova Delhi                                                                  | Corea del Sud                                                                | 3 – 0                                                                        | Yemen del Sud                                                                | Giochi asiatici 1982                                                         | -                                                                            |                                                                              |
| 23-11-1982                                                                   | Nuova Delhi                                                                  | Iran                                                                         | 1 – 0                                                                        | Corea del Sud                                                                | Giochi asiatici 1982                                                         | -                                                                            |                                                                              |
| 25-11-1982                                                                   | Nuova Delhi                                                                  | Giappone                                                                     | 2 – 1                                                                        | Corea del Sud                                                                | Giochi asiatici 1982                                                         | -                                                                            | 46’                                                                          |
| 2-12-1984                                                                    | Singapore                                                                    | Arabia Saudita                                                               | 1 – 1                                                                        | Corea del Sud                                                                | Coppa d'Asia 1984 - 1º turno                                                 | -                                                                            |                                                                              |
| 7-12-1984                                                                    | Singapore                                                                    | Siria                                                                        | 1 – 0                                                                        | Corea del Sud                                                                | Coppa d'Asia 1984 - 1º turno                                                 | -                                                                            |                                                                              |
| Totale                                                                       |                                                                              | Presenze                                                                     | 38                                                                           |                                                                              | Reti                                                                         | 6                                                                            |                                                                              |